# Soluzione di base (programmazione lineare)
Nella programmazione lineare, un campo della matematica applicata, una soluzione di base è qualsiasi soluzione di un problema di programmazione lineare che soddisfa determinate condizioni tecniche specifiche.
Per un poliedro {\displaystyle P} e un vettore {\displaystyle \mathbf {x} ^{*}\in \mathbb {R} ^{n}}, {\displaystyle \mathbf {x} ^{*}} è una soluzione di base se:
1. Tutti i vincoli di uguaglianza che definiscono {\displaystyle P} sono attivi a {\displaystyle \mathbf {x} ^{*}}.
2. Tra tutti i vincoli attivi in quel punto, almeno {\displaystyle n} di essi devono essere linearmente indipendenti. Ciò implica che almeno che almeno {\displaystyle n} i vincoli devono essere attivi su quel vettore.[1]

Un vincolo è attivo per una particolare soluzione {\displaystyle \mathbf {x} } se è soddisfatta l'uguaglianza per quella soluzione.
Una soluzione di base che soddisfa tutti i vincoli che definiscono {\displaystyle P} (o, in altre parole, uno che si trova all'interno {\displaystyle P} ) è chiamata soluzione di base ammissibile.

## Riferimenti
1. ↑   Dimitris Bertsimas e John N. Tsitsiklis, Introduction to linear optimization, Athena Scientific, 1997,  p. 50, ISBN 978-1-886529-19-9.